# North Twin
North Twin är en bergstopp i Kanada.   Den ligger i provinsen Alberta, i den centrala delen av landet, 3 100 km väster om huvudstaden Ottawa. Toppen på North Twin är 3 731 meter över havet.
Terrängen runt North Twin är huvudsakligen mycket bergig.Trakten runt North Twin är nära nog obefolkad, med mindre än två invånare per kvadratkilometer.. Det finns inga samhällen i närheten. 
Trakten runt North Twin är permanent täckt av is och snö.